# Рябіївська сільська рада
Рябі́ївська сільська́ ра́да — адміністративно-територіальна одиниця та орган місцевого самоврядування в Волочиському районі Хмельницької області. Адміністративний центр — село Рябіївка.

## Загальні відомості
Рябіївська сільська рада утворена в 1993 році.
- Територія ради: 26,21 км²
- Населення ради: 566 осіб (станом на 2001 рік)
- Територією ради протікає річка Грабарка

## Населені пункти
Сільській раді підпорядковані населені пункти:
- с. Рябіївка
- с. Гонорівка

## Склад ради
Рада складається з 12 депутатів та голови.
- Голова ради: Іванчук Наталія Вікторівна
- Секретар ради: Герцій Ірина Анатоліївна

### Керівний склад попередніх скликань
| Прізвище, ім'я, по батькові | Основні відомості                                                                     | Дата обрання | Дата звільнення |
| --------------------------- | ------------------------------------------------------------------------------------- | ------------ | --------------- |
| Іванчук Наталія Вікторівна  | Сільський голова, 1977 року народження, освіта середня загальна, член Народної партії | 26.03.2006   | 31.10.2010      |
| Іванчук Наталія Вікторівна  | Сільський голова, 1977 року народження, освіта середня загальна, позапартійна         | 31.10.2010   |                 |

Примітка: таблиця складена за даними сайту Верховної Ради України

### Депутати
За результатами місцевих виборів 2010 року депутатами ради стали:

#### За суб'єктами висування
| Суб'єкт висування | Кількість обраних депутатів | %    |
| ----------------- | --------------------------- | ---- |
| Самовисування     | 8                           | 66,7 |
| Народна партія    | 4                           | 33,3 |

#### За округами
| № округу       | Прізвище, ім'я, по батькові   | Дата визнання обраним | Освіта             | Партійна приналежність | Відомості про обраного депутата                                                             |
| -------------- | ----------------------------- | --------------------- | ------------------ | ---------------------- | ------------------------------------------------------------------------------------------- |
| Народна Партія |                               |                       |                    |                        |                                                                                             |
| 2              | Лисак Тетяна Анатоліївна      | 04.11.2010            | вища               | член Народної партії   | Рябіївська сільська рада, бухгалтер                                                         |
| 4              | Герцій Роман Антонович        | 04.11.2010            | середня            | позапартійний          | ВП АФ «Агро-Надра», ТОВ «Волочиськагро», шофер                                              |
| 5              | Годзіш Лариса Володимирівна   | 04.11.2010            | вища               | позапартійна           | Клининська загальноосвітня школа І-ІІІ ст., заступник директора з навчально-виховної роботи |
| 12             | Гуркова Галина Генріхівна     | 04.11.2010            | вища               | позапартійна           | Сільська бібліотека, бібліотекар                                                            |
| Самовисування  |                               |                       |                    |                        |                                                                                             |
| 1              | Грех Василь Степанович        | 04.11.2010            | середня            | член Партії регіонів   | ВПАФ «Агро-Надра»; ТОВ, «Волочиськагро», завідувач гаражу                                   |
| 3              | Ковальчук Галина Петрівна     | 04.11.2010            | вища               | позапартійна           | СТ «Рябіївське», голова                                                                     |
| 6              | Сташевський Олег Михайлович   | 04.11.2010            | середня спеціальна | член Партії регіонів   | ВП АФ «Агро-Надра», ТОВ «Волочиськагро», шофер                                              |
| 7              | Герцій Ірина Анатолівна       | 04.11.2010            | вища               | позапартійна           | Рябіївська сільська рада, секретар                                                          |
| 8              | Хомик Люся Богданівна         | 04.11.2010            | середня            | позапартійна           | ВП АФ «Агро-Надра», ТОВ «Волочиськагро», завідувачка громадського харчування                |
| 9              | Хомюк Наталія Іванівна        | 04.11.2010            | вища               | член Партії регіонів   | ВП АФ «Агро-Надра», ТОВ «Волочиськагро», бухгалтер                                          |
| 10             | Олійник Олег Володимирович    | 04.11.2010            | середня            | член Партії регіонів   | ВОХР, Військова частина №А0598, стрільцем                                                   |
| 11             | Солом'яний Володимир Павлович | 04.11.2010            | середня            | позапартійний          | ВП АФ «Агро-Надра», ТОВ «Волочиськагро», різноробочим                                       |